# Handels-Elite-Quadrille
Die Handels-Elite-Quadrille ist eine Quadrille von Johann Strauss (Sohn) (op. 166). Sie  wurde am 31. Januar 1855 im Tanzlokal Zum Sperl erstmals aufgeführt.

## Einzelnachweis
1. ↑  Quelle: Englische Version des Booklets (Seite 37) in der 52 CDs umfassenden Gesamtausgabe der Orchesterwerke von Johann Strauß (Sohn), Hrsg. Naxos (Label). Das Werk ist als sechster Titel auf der 11. CD zu hören.